# Selenia notabilis
Selenia notabilis là một loài bướm đêm trong họ Geometridae.